# Etsuko Ikeda
池田 悦子
Œuvres principales
- Bride of Deimos
- Himon no onna

Etsuko Ikeda (池田 悦子, Ikeda Etsuko) est une autrice de bande dessinée japonaise née en 1938 au Japon.
Elle est principalement connue pour être l’auteur du manga Bride of Deimos.

## Biographie
Elle commence sa carrière comme scénariste de téléfilms dans l’industrie télévisuelle, mais en 1972 elle fait ses débuts en tant qu’autrice de mangas avec Himon no onna (悪魔の花嫁), dessiné par Miyako Maki. Ensemble elles reçoivent le prix de l'Association des auteurs de bande dessinée japonais en 1974.
Bride of Deimos (悪魔の花嫁) a apporté une contribution majeure au Monthly Princess où il parait dès le premier numéro de 1975. Le manga est devenu un grand succès, avec un tirage total de plus de 10 millions d’exemplaires. Il est adapté en OAV à l'été 1988.

## Œuvre
- Λ (Lambda). Dessin : Riyoko Ikeda.
- Aishi no GAN GAN (愛しのGAN GAN). Dessin : Ikesumichieko.
- Akujo Seiho (悪女聖書). Dessin : Miyako Maki.
- Bampaia Rarabai (バンパイア・ララバイ). Dessin : Haruno Masaki.
- Bara no Jumon (薔薇の呪文). Dessin : Noriko Nakayama.
- Bride of Deimos (悪魔の花嫁). Dessin : Yuuho Ashibe.
- Diana no no Kanmuri (ディアナの載冠Diana no no Kanmuri). Dessin : Fumiko Hayakawa.
- Fushigi-ko no Natsu (不思議子の夏). Dessin : Noriko Nakayama.
- Fushigi-ko no meikyû (不思議子の迷宮不思議子の迷宮). Dessin : Noriko Nakayama.
- Himon no onna (悪魔の花嫁). Dessin : Miyako Maki.
- Ka no Monogatari (化の物語). Dessin : Miyako Maki.
- Metamoru (メタモル). Dessin : Morie Otsuki.
- Youka-Aruraune (妖華-アルラウネ). Dessin : Yuko Asato.
- Youko (妖子). Dessin : Riyoko Ikeda.
- Youma no Tsukai (妖魔の使い). Dessin : Nako Sawabe.

## Récompense
- 1974 : Prix de l'Association des auteurs de bande dessinée japonais[réf. nécessaire]